# Stein (Ausser-Rhoden)
|  | Per a altres significats, vegeu «Stein». |

Stein és un municipi del cantó d'Appenzell Ausser-Rhoden (Suïssa).